# 奧哈區
奧哈区（俄语：Охинский район），是俄罗斯萨哈林州萨哈林岛北部的一个区，其行政中心是奥哈市。面積14,816平方公里，2021年人口21,572人。
辖区占据萨哈林岛北部，北纬53度35分，属于俄罗斯划分的极北地区（Крайний Север），气候比较恶劣：冬季漫长而多雪，夏季短促，多雨凉爽。当地植被多为北方针叶林和森林苔原。
1880年在奥哈区发现了石油。20世纪80年代期间在大陆架发现了大型天然气田。